# Marketing de utilidade
Marketing de utilidade, também conhecido como utility marketing, brand utility, marketing as service ou marketing with meaning, é uma abordagem do marketing que se especializa em tornar as marcas mais úteis no dia a dia das pessoas, de forma a se manterem relevantes em suas vidas.
O marketing de utilidade não é apenas uma ferramenta ou tática. É um pensamento que reflete uma nova postura por parte das empresas: a de oferecer algo de valor em troca do tempo e da atenção dos consumidores.
As marcas passam a exercer um papel fundamental na vida das pessoas, ao fornecer algo que melhora suas vidas de alguma forma. Ao serem prestativas, as marcas aumentam suas chances de se tornarem significativas na vida das pessoas. Essa nova forma de abordagem do marketing se torna um meio extremamente eficaz para se conseguir a confiança e construir fidelidade à marca.

## História
Apesar de ser um conceito recente – o termo branded utility foi cunhado em 2006 por Johnny Vulkan, da agência Anomaly – o marketing de utilidade existe desde os primórdios do marketing em si.
Um dos exemplos mais clássicos de marketing de utilidade, e que ainda é relevante até hoje – o Guia Michelin – foi criado na virada do século XX. O co-fundador da empresa, André Michelin, sentindo a necessidade de diferenciar os seus pneus da concorrência, teve a ideia de produzir e distribuir o primeiro guia de viagens para donos de carros da França. O guia trazia informações completas sobre manutenção de carros, hospedagens, banheiros públicos e restaurantes.
Ações de marketing como o Guia Michelin, que oferece um serviço e agrega valor na vida das pessoas, em troca da atenção delas, eram muito comuns até meados do século XX – desde o livro Guinness World Records para reforçar a marca de cerveja, até mesmo anúncios com dicas de culinária para divulgar eletrodomésticos.
Com o tempo, porém, criou-se a falsa ilusão de que, para conquistar a atenção dos consumidores, era preciso comprar cada vez mais espaços publicitários, e fazer anúncios cada vez maiores e comerciais cada vez mais barulhentos.
A consequência disso é que, com tanta publicidade, ficou cada vez mais difícil para uma marca se destacar diante das demais, e a propaganda tradicional se tornou cada vez menos eficaz. Os anunciantes perceberam que, para chamar e reter a atenção das pessoas, era preciso fazer mais do que anúncios – é preciso oferecer algo de valor em troca dessa atenção.

## Contexto geral
Seja em um intervalo de televisão, em um outdoor, em uma revista, no ônibus, no metrô, ou até no e-mail, uma pessoa é impactada, em média, por cerca de 3.000 mensagens publicitárias por dia, a um custo para os anunciantes de mais de US$ 244 bilhões.
Apesar dos esforços das empresas em chamar a atenção para suas marcas como forma de alavancar vendas, os consumidores aprenderam a ignorar a maioria dessas mensagens:
- 48% dos consumidores hoje acreditam ter o direito de decidir se querem ou não receber propaganda[4];
- 68% dos donos de aparelhos DVR (gravadores digitais) gravam a programação só para poderem pular comerciais[8];
- 27% dos usuários de internet possuem bloqueadores de anúncios em seus navegadores[9].

Não só as pessoas estão indiferentes à propaganda, muitas delas estão se juntando para lutar contra ela. Inúmeros grupos estão sendo criados para atacar todos os tipos de esforços de marketing das empresas. O Adbusters, por exemplo, é uma rede global sem fins lucrativos com mais de 100.000 membros no mundo inteiro que se juntam para realizar campanhas anticonsumo e antipropaganda.
Diante dessa nova realidade, o marketing de utilidade ressurge de forma a suprir uma necessidade do mercado: voltar a ser relevante e significativo na vida das pessoas.

## Características
Um marketing de utilidade bem sucedido possui seis características:

### Utilidade
Existe uma diferença entre ser divertido e ser útil. A essência do marketing é criar valor agregado (não ocasionalmente, mas sempre). O marketing de utilidade é o marketing de volta aos primórdios: utiliza todos os meios possíveis para agregar valor na vida das pessoas.

### Promessa de marca
Uma utilidade de marca pode ser útil de diversas maneiras. O que importa é que ela esteja alinhada à promessa da marca. Muitas ações de marketing de utilidade são úteis, mas estão longe da promessa da marca. A consequência disso é que a marca não se torna mais relevante.

### Subsídio
O marketing de utilidade utiliza parcialmente o orçamento de marketing para o seu aproveitamento. Graças a esse subsídio um consumidor pode utilizar o serviço de graça, ou por um preço baixo. O marketing de utilidade é baseado nesse equilíbrio: algo de valor que está disponível (quase) de graça. O marketing de utilidade não se trata de futilidades gratuitas.

### Atenção
Uma utilidade de marca não é um serviço normal. Além de ser fácil de se obter, tem o poder de comunicação: as pessoas falarão sobre ela. O marketing de utilidade deve ter o poder de atrair a atenção das pessoas por si só, sem que seja necessário um outro esforço de marketing.

### Desejo
Algo que é útil, se encaixa na promessa da marca e atrai atenção, pode ainda ser interessante apenas para o anunciante. O consumidor pode não considerar algo valioso. O marketing de utilidade deve oferecer algo que o consumidor necessite e deseje, ou então não será realmente útil.

### Conversão
O principal indicador de sucesso do marketing de utilidade é a conversão. Algo que é útil, se encaixa na promessa da marca e é fácil de se obter deveria resultar em compra. O marketing de utilidade é o primeiro passo “dentro da loja”, é uma “amostra do serviço”.

## Marketing de utilidade x marketing tradicional
As principais características que diferenciam o marketing de utilidade do marketing tradicional são:

### Dissociação do produto
A propaganda tradicional quase sempre aponta direto para um produto. Mesmo que não consigamos medir diretamente as vendas como conseguimos com a conversão online, geralmente é possível perceber alguma correlação entre a comunicação e o seu impacto em vendas. Porém, com o marketing de utilidade, essa associação nem sempre é tão fácil.

### Qualidade, não quantidade
Marketing de utilidade está pautado em relacionamento, conexão, compromisso, lealdade e apoio. Diferente da propaganda tradicional, não interessa necessariamente quantas pessoas veem um aplicativo ou serviço, só interessa quantas pessoas o consideram útil, sentem uma afinidade com a marca por causa dele, e falam dele para os amigos.

### Marketing como serviço
Cada vez mais as pessoas esperam algo em troca de receber mensagens, e não apenas no que tange o marketing de utilidade. Alguns serviços, que disponibilizam uma versão gratuita com anúncios e uma versão paga sem anúncios, criaram um sentimento de que a propaganda é uma opção – se eu tiver que ver, então eu quero algo em troca. Essa é mais uma razão pela qual o marketing de utilidade é cada vez mais demandado por marcas. O marketing deve oferecer um serviço autêntico para que uma mensagem seja aceita pelo consumidor.

### Visão de longo prazo
Embora potencialmente mais eficaz em construir relacionamentos com consumidores, o marketing de utilidade bem sucedido demanda uma mentalidade diferente: uma que se assemelha muito mais ao desenvolvimento de produto do que à propaganda. Consumidores presumem que campanhas de propaganda vêm e vão. Mas eles esperam que produtos e serviços fiquem por mais tempo. Uma utilidade tem uma vida útil longa. Ela vive além da campanha.

## Exemplos de marketing de utilidade
- SitOrSquat: a marca de papel higiênico norte-americana Charmin desenvolveu uma plataforma digital, que inclui site e aplicativo para smartphones, que permite que usuários encontrem banheiros públicos em qualquer lugar no mundo. Através de um sistema de crowdsourcing, os usuários podem avaliar e incluir novos banheiros no mapa[13].
- Estações para carregar celulares: para se aproximar de clientes e potenciais consumidores, a Samsung instalou estações para carregar celulares em diversos aeroportos espalhados pelos Estados Unidos[14].
- Cabines de silêncio: para ajudar as pessoas a falarem no celular em um festival de música, a Nokia instalou cabines com vidros à prova de som[15].
- Serviço de resgate na neve: para divulgar o sistema de tração nas quatro rodas em seus carros, que reduzem drasticamente as chances de atolamento, a Audi resolveu ajudar os motoristas que não contavam com esse sistema e disponibilizou uma equipe para desatolar os carros presos na neve na Bulgária[16].
- EcoDrive: sistema nos carros da Fiat que permite que você avalie como está dirigindo e como pode fazer para economizar combustível e emitir menos gás carbônico[15].
- Twelpforce: twitter da Best Buy para oferecer a ajuda de seus funcionários (que são especialistas em tecnologia) aos usuários da rede social[17].
- Nike Plus: plataforma que transforma a atividade de correr em algo divertido e sociável. Através de um sensor e uma rede social, o usuário pode medir a sua performance e compará-la a de seus amigos[18].
- Tesco Price Check: serviço para ajudar as pessoas a comparar os preços da Tesco com o de outros supermercados, mesmo se não for mais barato[15].
- Pizza Tracker: serviço da Domino's Pizza onde você pode acompanhar o status em tempo real da sua entrega[15].
- iFood Assistant: aplicativo para smartphones da Kraft, com mais de 7.000 receitas[15].
- HP Online Classes: serviço online de cursos gratuitos da Hewlett-Packard para utilizar computadores e softwares (de diversas marcas)[15].
- Apple Workshops: aulas presenciais gratuitas nas lojas da Apple para ensinar a utilizar seus computadores e softwares[15].